# R508 (Russland)
Die R 508 (russisch P 508 (das kyrillische P entspricht dem lateinischen R)) ist eine 230 Kilometer lange Regionalstraße in Russland, die in einem großen Halbkreis durch die mittlere und östliche Oblast Kaliningrad (Gebiet Königsberg (Preußen)) führt.

## Verlauf
Sie beginnt drei Kilometer östlich der Stadt Kaliningrad (Königsberg) in Lugowoje (Gutenfeld) als Abzweig von der Fernstraße A 196, verläuft ostwärts über Snamensk (Wehlau) nach Osjorsk (Darkehmen, 1938–1946 Angerapp), dann in nördlicher Richtung über Gussew (Gumbinnen), Dobrowolsk (Pillkallen, 1938–1946 Schloßberg) und Krasnosnamensk (Lasdehnen, 1938–1946 Haselberg) bis drei Kilometer östlich der Stadt Neman (Ragnit), wo sie bei Tschapajewo (Tussainen) in die Fernstraße A 198 einmündet.
In ihrem Verlauf durchzieht die R 508 vom Rajon Gurjewsk (Neuhausen) durch den Rajon Gwardeisk (Tapiau), Rajon Prawdinsk (Friedland), Rajon Osjorsk (Darkehmen, 1938–1946 Angerapp), Rajon Gussew (Gumbinnen) und den Rajon Krasnosnamensk (Lasdehnen, 1938–1946 Haselberg) bis zum Rajon Neman (Ragnit).

## Stationen an der R 508 (P 508)
(Zeichenerklärung: X = Kreuzung mit; → = Anschluss an andere Fernstraße; ~ = Fluss)
(Kaliningrad → )
- 00 km Lugowoje (Gutenfeld)
- 03 km Rybnoje (Steinbeck)
- 10 km Komsomolsk (Löwenhagen)
- 12 km Kaschtanowka (Groß Hohenhagen, nicht mehr existent)
- 20 km Berjosowka (Groß Ottenhagen)
- X Bahnstrecke Kaliningrad (Königsberg) – Tschernyschewskoje (Eydtkuhnen, 1938–1946 Eydtkau) (– Litauen) (Teilstück der ehemaligen Preußischen Ostbahn) X
- 23 km Oserki (Groß Lindenau)
- 24 km Wischnjowoje (Kapkeim)
- 25 km Tumanowka (Gauleden)
- 26 km Wessjoly (Linkehnen)
- 29 km Prudy (Genslack)
- X Bahnstrecke Kaliningrad – Tschernyschewskoje X (wie oben)
- 34 km Suworowo (Zohpen)
- 36 km Karjernoje (Imten, untergegangener Ort) → R 512 nach Gwardeisk (Tapiau) und Prawdinsk (Friedland)
- 38 km Rownoje (Romau)
- 48 km Snamensk  (Wehlau)
- ~ Lawa (Alle) ~
- 50 km Gordoje (Bürgersdorf)
- 53 km Suchodolje (Klein Nuhr)
- 59 km Tscherepanowo (Reichau)
- 62 km Nowo-Bobruisk (Ilmsdorf)
- 66 km Linjowo (Schönlinde)
- 69 km Perewalowo (Muldszen, 1936–1938 Muldschen, 1938–1946 Mulden)
- 72 km Werschiny (Werschen)
- 74 km Gussewo (Groß Gnie)
- X ehemalige Bahnstrecke Toruń–Tschernjachowsk (Thorn–Insterburg) X
- 77 km Mosyr (Klein Gnie)
- 80 km Sewerny (Mulk)
- 85 km Korolenkowo (Oschkin, 1938–1946 Oschern)
- [Weiterfahrt für sechs Kilometer auf der Fernstraße 197 (ehemalige deutsche Reichsstraße 139)]
- 91 km Kamenka (Pentlack)
- 96 km Ablutschje (Kurkenfeld)
- 98 km Filippowka (Philippsthal)
- 100 km Malzewo (Klein Karpowen, 1938–1946 Klein Karpau)
- 107 km Saosjornoje (Kowarren, 1938–1946 Kleinfriedeck)
- 111 km Otradnoje (Kunigehlen, 1938–1946 Stroppau)
- 116 km Lwowskoje (Gudwallen)
- 121 km Osjorsk  (Darkehmen, 1938–1946 Angerapp)
- 125 km Sadoroschje (Mallenuppen, 1938–1946 Gembern)
- 128 km Nowo-Gurjewskoje (Kallnen, 1938–1946 Drachenberg)
- 130 km Retschkalowo (Abschermeningken, 1938–1946 Fuchstal)
- 136 km Majakowskoje (Nemmersdorf)
- ~ Angrapa (Angerapp) ~
- 139 km Schaworonkowo (Gerwischken, 1938–1946 Richtfelde)
- 148 km Gussew (Gumbinnen)
- X Bahnstrecke Kaliningrad – Tschernyschewskoje X (wie oben)
- ~ Pissa ~
- 155 km Tamanskoje (Springen)
- 160 km Kubanowka (Brakupönen, 1938–1946 Roßlinde)
- 168 km Wesnowo (Kussen)
- 171 km Schelannoje (Henskischken, 1938–1946 Hensken)
- 178 km Dobrowolsk (Pillkallen, 1938–1946 Schloßberg) → R 509 nach Kutusowo (Schirwindt) und Kudirkos Naumiestis (Neustadt-Schirwindt) in Litauen und R 510 nach Nesterow (Stallupönen, 1938–1946 Ebenrode)
- 181 km Nikitowka (Uszpiaunen, 1936–1938 Uschpiaunen, 1938–1946 Kiesdorf)
- 184 km Nowouralsk (Uszpiaunehlen, 1936–1938 Uschpiaunehlen, 1938–1946 Fohlental)
- 185 km Poltawskoje (Groß Rudszen, 1936–1938 Groß Rudschen, 1938–1946 Mühlenhöhe)
- 197 km Samarskoje (Bergershof)
- 199 km Krasnosnamensk (Lasdehnen, 1938–1946 Haselberg) → R 511 über Pobedino (Schillehnen, 1938–1946 Schillfelde) zur R 509
- 205 km Poljanskoje (Uszballen, 1936–1938 Uschballen, 1938–1946 Lindnershorst)
- 207 km Abramowo (Kleinrudminnen, 1938–1946 Kleinruden)
- 208 km Bobrowo (Königshuld II)
- 211 km Alexejewka (Klein Kackschen, 1938–1946 Kleinbirkenhain)
- 213 km Petropawlowskoje (Neu Eggleningken, 1938–1946 Lindengarten)
- 214 km Kalatschejewo (Augskallen, 1938–1946 Güldenflur)
- 216 km Kraineje (Juckstein)
- 221 km Tuschino (Nettschunen, 1938–1946 Dammfelde)
- 227 km Gorino (Ober Eißeln, 1938–1946 Obereißeln)
- 230 km Tschpajewo (Tussainen) (der Ort existiert nicht mehr)

(→ Neman (Ragnit))

## Verweis
- Straßenkarte Nördliches Ostpreußen mit Memelland. Königsberg - Tilsit - Gumbinnen.КАЛИНИНГРАДСКАЯ ОБЛАСТЬ, Höfer-Verlag, Dietzenbach, 11. Auflage 2005